# Cibermareig
El cibermareig (de l'anglès cybersickness) és una reacció física desfavorable produïda per l'ús de tecnologies de realitat virtual. Es produeix quan l'exposició a un entorn virtual provoca símptomes similars als símptomes comuns del mareig per moviment. Els símptomes més usuals són malestar general, mal de cap, nàusees, vòmits, pal·lidesa, sudoració, fatiga, somnolència, desorientació i apatia. Un altre indicador és la inestabilitat postural. Els cibermarejos es distingeixen del mareig comú en què estan provocats per la sensació visual del moviment propi, sense necessitat de moviment real. També es diferencien de la sensació produïda pels simuladors de moviment (simulator sickness), ja que aquesta es caracteritza per alteracions oculomotores mentre que el cibermareig tendeix a provocar desorientació.
L'ús de la realitat virtual (RV o VR) ha despertat durant més de deu anys l'interès dels clínics i els investigadors, ja que permet als usuaris fer front a situacions temudes mitjançant ambients estandarditzats que emulen la realitat. Aquests són capaços d'evocar estats emocionals, cognicions i comportaments que són molt similars als que són experimentats en la vida quotidiana. Encara que l'ús d'aquesta tecnologia té molts avantatges, els efectes sobre la salut i la seguretat dels usuaris segueixen sent àrees sense explorar.

## Causes
Cal tenir en compte que els cibermarejos no són una malaltia, sinó una resposta fisiològica a un estímul inusual. Els efectes secundaris de la RV han estat observats i estudiats durant diversos anys en el camp de la simulació de vol. Per tant, els cibermarejos sovint són comparats amb els malestars relacionats amb viatjar en vehícles.
Existeixen diverses teories que expliquen les causes dels símptomes de nàusees i problemes de desorientació relacionats amb els cibermarejos. La teoria dominant en el camp de la RV és la teoria del conflicte sensorial.
Aquesta teoria proposa que els símptomes presents durant la immersió en RV poden ser el resultat d'un conflicte entre el sistema vestibular de l'oïda intern i els altres sentits, principalment la vista, o amb la propiocepció. Per exemple, sorgeixen quan la informació enviada a el cervell sobre l'acceleració angular del cap enviada pels canals semicirculars contradiu la informació de l'acceleració lineal. De manera més detallada, aquesta teoria presenta tres subtipus de conflictes que il·lustren el mecanisme dels cibermarejos.
1. El primer subtipus es produeix quan els senyals de l'sistema visual són incompatibles amb els senyals inercials (de el moviment). Per exemple, si el que s'observa en un ambient de RV no concorda amb el que s'esperava segons les lleis de la gravetat.
2. El segon subtipus ocorre quan els senyals visuals capten un moviment, mentre que el sistema inercial no ho detecta. Per exemple, la sensació en veure imatges en moviment mentre que les imatges de la perifèria del camp visual semblen retrocedir.
3. El tercer subtipus succeeix quan el cervell detecta senyals de moviment mentre que el sistema visual no les capta. Per exemple, quan l'usuari gira el cap i les imatges de l'ambient de RV segueixen estàtiques.

Encara que aquesta teoria ha estat qüestionada per alguns investigadors, segueix sent la més utilitzada per explicar els efectes secundaris negatius de la RV.

## Avaluació
Hi ha alguns instruments, actualment pocs, per mesurar els efectes secundaris induïts per la RV. El més utilitzat, en la seva última versió, és el Simulator Sickness Questionnaire. Aquest qüestionari va ser dissenyat per ser aplicat en diferents dispositius que utilitzen la simulació, incloent la RV, i on al seu torn s'utilitzen diferents dispositius de visualització (com cascs de RV o sistemes CAVE).
El qüestionari està integrat per 16 ítems, els quals van ser validats en un estudi amb una mostra de 1.119 militars de la Marina, que es van veure immersos en simuladors d'entrenament. Els investigadors volien determinar quins símptomes mostraven canvis sistemàtics abans i després de la immersió en RV.
En l'estudi es identificació car tres factors: símptomes oculomotors (fatiga visual, manca de concentració, etc.), desorientació (vertígens i marejos) i nàusees (incloent rots, augment de la salivació, etc.). Cada ítem s'avalua en una escala de quatre punts. La puntuació total de l'SSQ és el sumatori de les puntuacions de les tres subescales.
Aquesta estructura factorial ha estat àmpliament utilitzada per mesurar la freqüència dels cibermarejos en la població general.

## Impacte
Els estudis relacionats amb l'aparició dels cibermarejos posen de manifest que aquests símptomes són comuns en les persones exposades a la immersió en RV. Alguns estudis suggereixen que entre el 5% i 20% dels participants no van experimentar cibermarejos, que entre el 60% i 90% van experimentar pocs símptomes, i que només el 5% van experimentar efectes negatius tan intensos que va ser necessari parar per complet la immersió.
Addicionalment, l'ocurrència dels cibermarejos sembla estar influenciada per factors biològics, per les característiques de la tasca exigida o pel tipus de dispositiu de visualització utilitzat.
Pel que fa als factors biològics, les dones semblen tenir més símptomes que els homes. També semblen més vulnerables les persones entre dos i 12 anys, persones que pateixin migranyes, que tinguin una forta tendència a exposar-se a videojocs o pel·lícules immersives o siguin propenses a experimentar malestars relacionats amb viatjar en vehícles.
Quant als factors relacionats amb les tasques realitzades durant la immersió, els usuaris que realitzen moviments amplis tan del cos com del cap són més propensos a experimentar efectes negatius.
Altres factors que també influeixen són el tipus de equip utilitzat per a la immersió, per exemple: el tipus de sistema de visualització (casc de RV vs sistemes CAVE), les característiques gràfiques de l'ambient de RV, la mida i el pes de la maquinària (per exemple, casc de RV), o el camp de visió que permeti el dispositiu de visualització. Tots ells semblen tenir una gran influència en l'aparició dels símptomes.

## Conseqüències
El cibermareig pot tenir conseqüències indesitjables més enllà de la pròpia reacció física. Crowley (1987) va argumentar que els efectes del simulador de vol podrien descoratjar els pilots d'utilitzar aquest tipus de tecnologies, reduir l'eficiència de l'entrenament mitjançant la distracció i fomentar comportaments adaptatius desfavorables pel rendiment, així com comprometre la seguretat terrestre o la seguretat de vol quan els pilots pateixen desorientacions després de la simulació.
Es podrien esperar conseqüències similars dels sistemes de realitat virtual. Tot i que l'evidència de disminució del rendiment a causa del cibermareig és limitada, les investigacions suggereixen que aquest efecte és una barrera important per a l'ús de la realitat virtual, indicant que pot constituir una barrera per a l'ús efectiu de eines de formació i eines de rehabilitació en realitat virtual.

## Tècniques per reduir els efectes
Segons diversos estudis, introduir un marc estàtic de referència (un fons visual independent) pot reduir la sensació de cibermareig. Una tècnica anomenada Nasum Virtualis mostra un nas virtual com un marc de referència fix per als dispositius VR.
Altres tècniques per reduir les nàusees consisteixen en simular formes de desplaçament que no creen ni redueixen discrepàncies entre els aspectes visuals i el moviment corporal, com ara reduir els moviments rotatius durant la navegació, reduir dinàmicament el camp de vista, teleportació i moviment en gravetat zero.

## Noves tecnologies
Amb la integració de la realitat virtual al món més comercial, han començat a sorgir problemes en relació amb els cibermarejos en dispositius de joc muntats al cap. Si bé la investigació sobre la RV en els videojocs es remunta a principis dels anys noranta, el potencial d'utilització massiva s'ha fet realitat recentment.
Tot i que se sap que algunes funcions moderen el malestar en pantalles muntades al cap, com ara jugar assegut en lloc de posar-se en peu, s'ha trobat que això només limita a l'aparició del cibermareig en lloc de prevenir-lo per complet. Això presenta, inherentment, un problema, ja que aquest tipus de RV interactiva sovint implica estar dempeus o caminar per a una experiència totalment immersiva.
Els especialistes en videojocs de RV defensen que els cibermarejos no constitueixen més que un problema menor, afirmant que desapareixen amb el pas del temps (diversos dies) després d'utilitzar monitors de cap, relacionant-los amb un procés d'adaptació. No obstant això, aquest efecte és una lluita per als desenvolupadors. Aquests mateixos també argumenten que l'impacte té més a veure amb el joc que es juga i que alguns aspectes de jugabilitat tenen més probabilitats de crear problemes: com ara el canvi de velocitat, pujar escales i saltar. Per desgràcia, els videojocs comunament es basen en aquestes mecàniques.